# Fairlight, New South Wales
Fairlight este o suburbie în Sydney, Australia.